# Ludwig Grillich

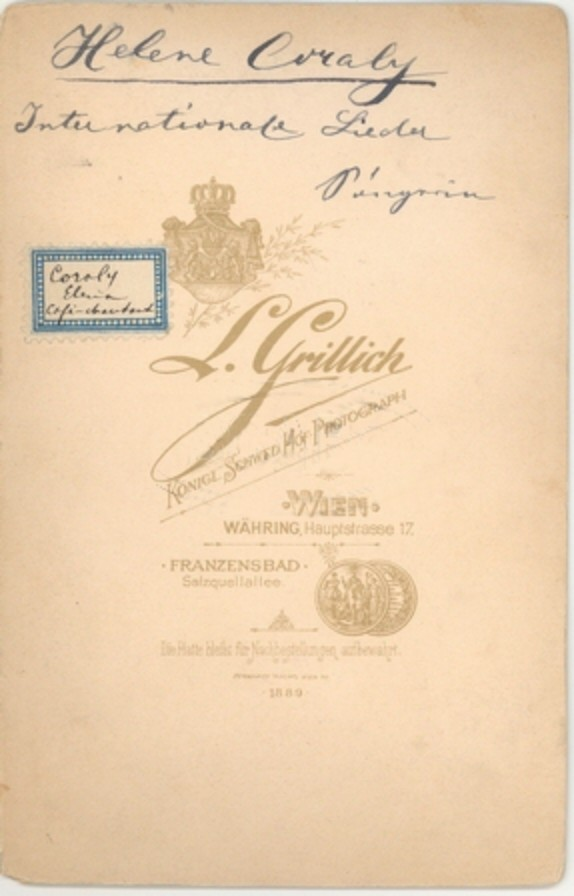
Zadní strana fotografie Ludwiga Grillicha

Ludwig Grillich (1855 – 21. května 1926) byl rakouský profesionální portrétní fotograf. Vlastnil fotografický ateliér ve Franzensbadu a působil v době rozkvětu předválečné Vídně v devatenáctém století. Mezi významnými osobnostmi, které portrétoval, byli například Johann Strauss mladší, Johannes Brahms nebo Sigmund Freud. Byl autorem série pohlednic zobrazujících slavné budovy ve Vídni.

## Galerie

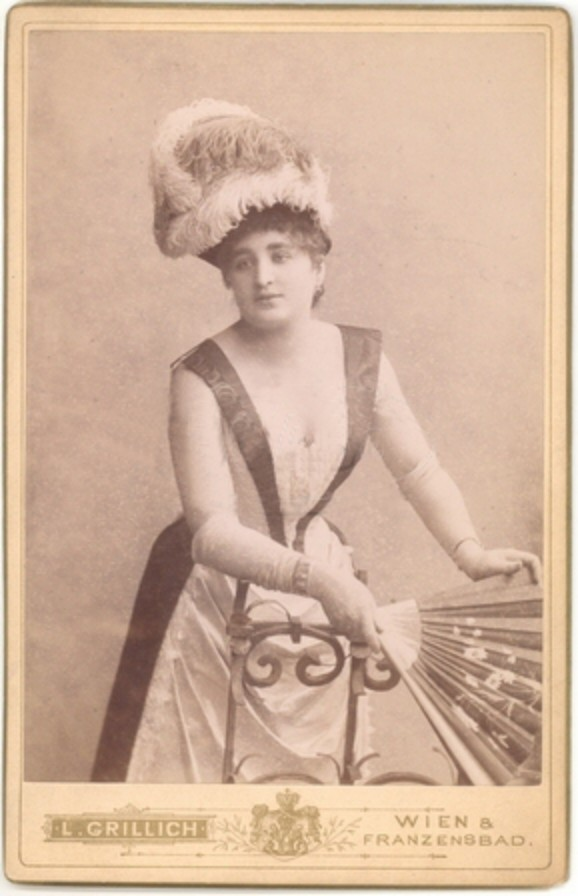
Helene Coraly, albuminový tisk, 164x105 mm
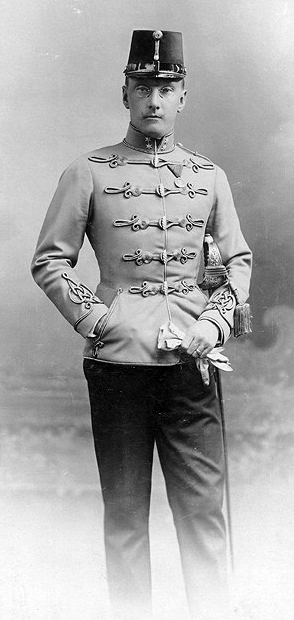
Hermann Fenz, červen 1905
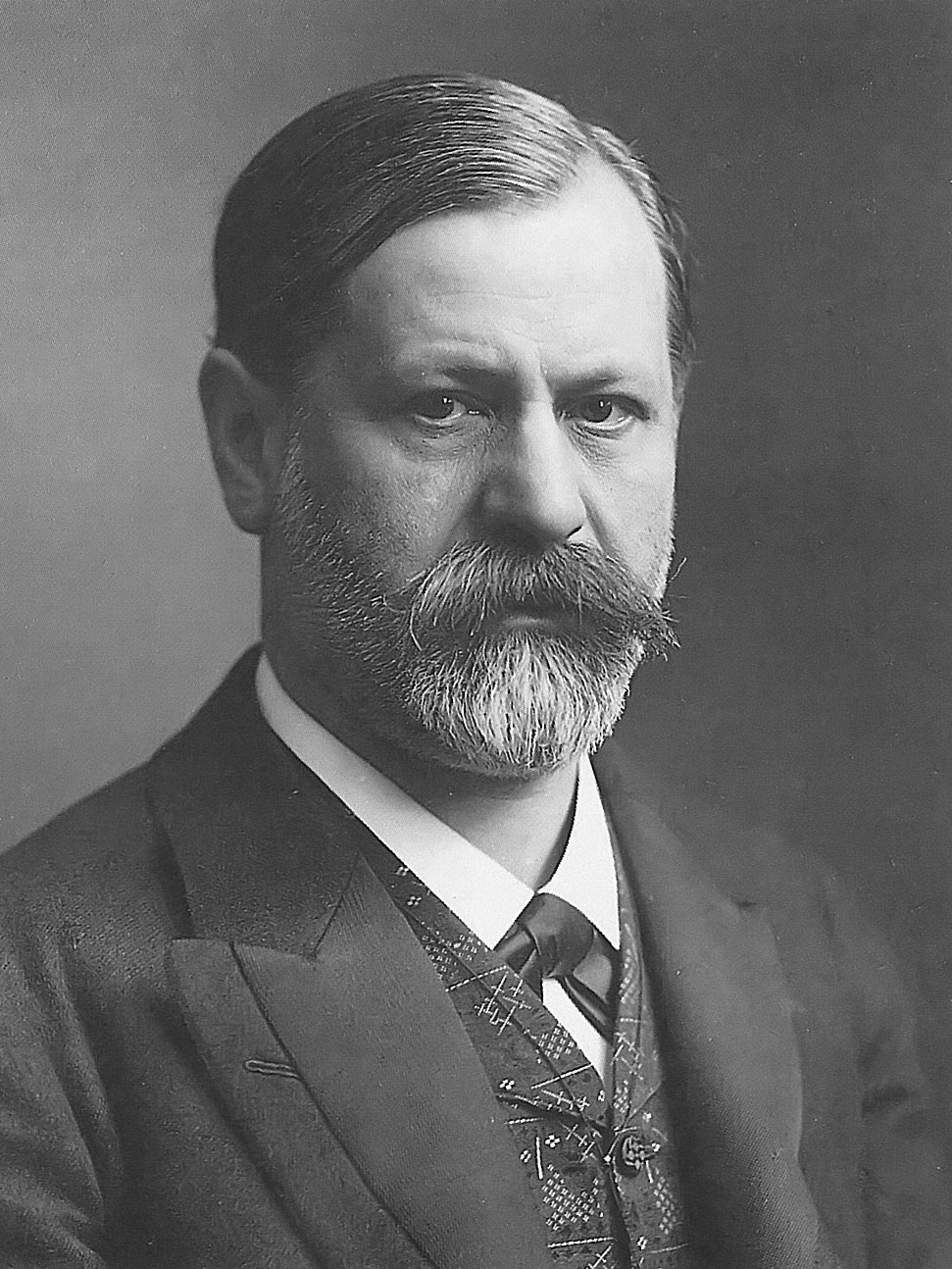
Sigmund Freud, 1905
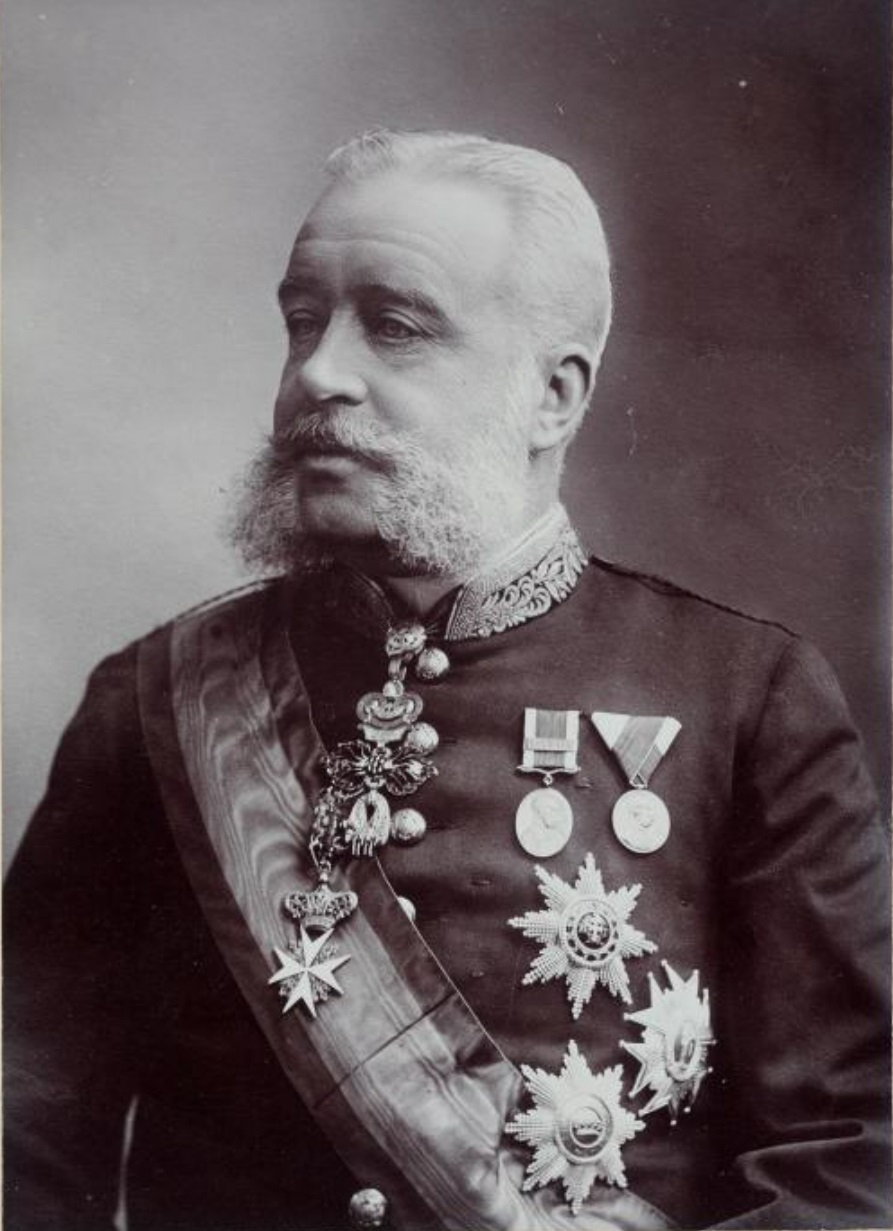
Agenor Maria Gołuchowski (1849-1921)